# Reinheim (Gersheim)
Reinheim (im örtlichen Dialekt Reinem/Reinum) ist ein Ortsteil von Gersheim im saarländischen Saarpfalz-Kreis. Bis Ende 1973 war Reinheim eine eigenständige Gemeinde im Landkreis Sankt Ingbert.

## Lage
Reinheim liegt im Süden des Biosphärenreservates Bliesgau unmittelbar an der deutsch-französischen Grenze. Durch den Ort fließt die Blies. Die Gemarkung des Dorfes grenzt an die Gemarkungen der Orte Gersheim und Niedergailbach (Gemeinde Gersheim), Habkirchen und Bebelsheim (Gemeinde Mandelbachtal) sowie im Süden an die französische Commune Bliesbruck.

## Geschichte
Merowingerzeitliche Gräber auf dem „Homerich“ sowie die Endung -heim sprechen für eine Gründung im Frühmittelalter (6./7. Jahrhundert). Urkundlich tritt der Ort erstmals im 13. Jahrhundert in Erscheinung. In einer Saarbrücker Urkunde tritt 1267 der Deutschordensritter Konrad von Reinheim (Rynheim) als Bürge auf.
Im Mittelalter hatten insbesondere die Herren von Forbach, Nassau-Saarbrücken, die Leininger, die Mauchenheimer und die Gentersberger (Bitsch) Rechte am Dorf. In der frühen Neuzeit gehörte das Dorf größtenteils zum Besitz der Blieskasteler Freiherren von der Leyen und der Grafen von Nassau-Saarbrücken.
1525 ist in Reinheim erstmals eine Mühle überliefert. Das noch heute z. T. erhaltene Mühlengebäude (die „Alt Miehl“) aus späterer Zeit trägt auf dem Türsturz die Jahreszahl 1625.
1656 wurde der Galgen des bis dahin bestehenden Reinheimer Hochgerichts auf dem „Homerich“ niedergelegt und verbrannt.
Ab 1797 gehörte der Ort, wie alle linksrheinischen Gebiete, durch den Frieden von Lunéville zu Frankreich. Nach der Neuordnung aufgrund des Wiener Kongresses war das Dorf ab 1816 bayerisch.
1861 ist eine Erweiterung der alten steinernen Rundbogenbrücke über die Blies überliefert, deren Erbauungsjahr unbekannt ist. Diese Brücke wurde am 8. September 1939 von deutschen Soldaten gesprengt. Eine Besonderheit der Brücke stellte ein kleines Heiligenhäuschen für den Brückenschutzpatron, den heiligen Johannes Nepomuk, dar.
Mit der Bliestalbahn war der Ort ab 1879 an das Schienennetz angebunden und erhielt auch einen Bahnhof, der bis heute erhalten blieb. Seit 1997 ist die Strecke stillgelegt. Ab 1923 gab es im Dorf elektrischen Strom; ab 1935/36 wurden die Haushalte mit fließendem Wasser beliefert.
Im September 1939, dem Beginn des Zweiten Weltkrieges, wurde das Dorf evakuiert. 1939 und 1945 erfuhr der Ort starke Zerstörungen. 75 % der Bausubstanz wurde hiervon betroffen. Dadurch verlor Reinheim größtenteils den ursprünglichen Charakter als Bauerndorf.
Nach der Zerstörung der alten Rundbogenbrücke wurde 1955/56 die heutige Stahlbetonbrücke errichtet. Auf ihr steht heute wieder eine Statue des heiligen Nepomuk.
Ab 1956 war der Ort eine eigenständige Gemeinde. Seit der Gebiets- und Verwaltungsreform, die am 1. Januar 1974 in Kraft trat, gehört er zur Gemeinde Gersheim. Heute sind die meisten Einwohner Berufspendler in die umliegenden Städte.

## Politik

### Ortsrat
Sitzverteilung im Ortsrat (Kommunalwahl 2014):
- CDU 7 Sitze
- SPD 2 Sitze

Sitzverteilung im Ortsrat (Kommunalwahl 2019)
- CDU 5 Sitze
- SPD 3 Sitze
- AFD 1 Sitz

### Ortsvorsteher
Ortsvorsteher ist Patrick Schöndorf (CDU).

## Natur und Landschaft
Auf der Gemarkung steht ausschließlich der Muschelkalk an. Die Bliesaue stellt aufgrund des hohen Grundwasserstandes und regelmäßiger Überflutungen einen wichtigen Lebensraum vieler Tier- und Pflanzenarten dar. Die Uferböschungen der Blies säumen Schwarzpappeln, Weiden und Schwarzerlen. Nach Auswilderungen ist seit einigen Jahren der Biber wieder heimisch.
Wohl nichts ist charakteristischer für den Bliesgau als seine Streuobstwiesen, die neben vereinzelten Ackerflächen die Talhänge prägen. Im „Hochwald“ auf dem Höhenrücken nördlich des Dorfes dominieren Rotbuchen und Stieleichen.

## Sehenswürdigkeiten
- Europäischer Kulturpark Bliesbruck-Reinheim
- kath. Kirche St. Markus (Rundturm um 1000 mit Sakramentshäuschen aus dem Jahr 1488; Kirchenschiff 1790/91), davor Grabsteine aus dem 18. Jh.

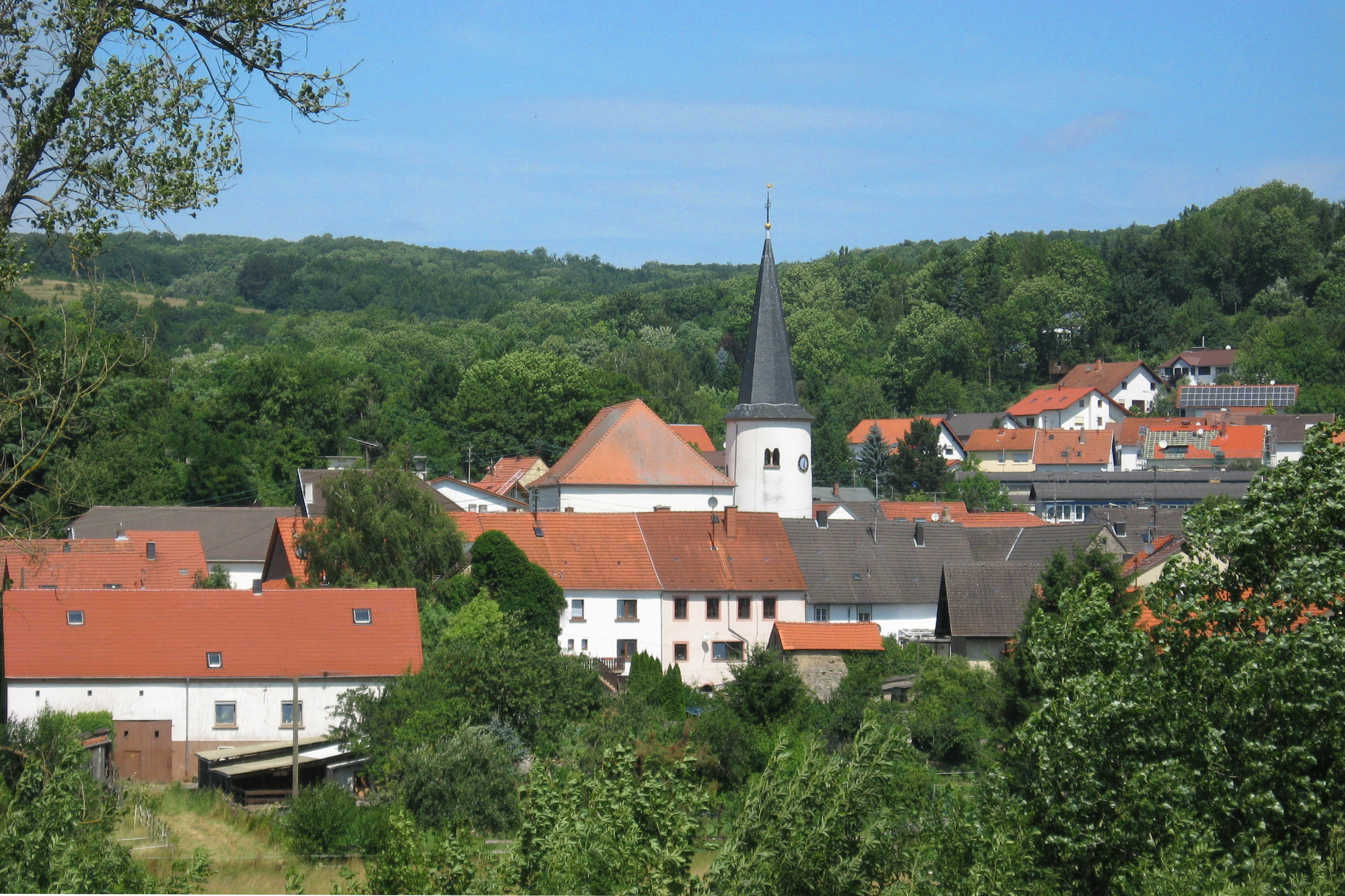
Blick vom Fürstinnengrab auf den Ortskern

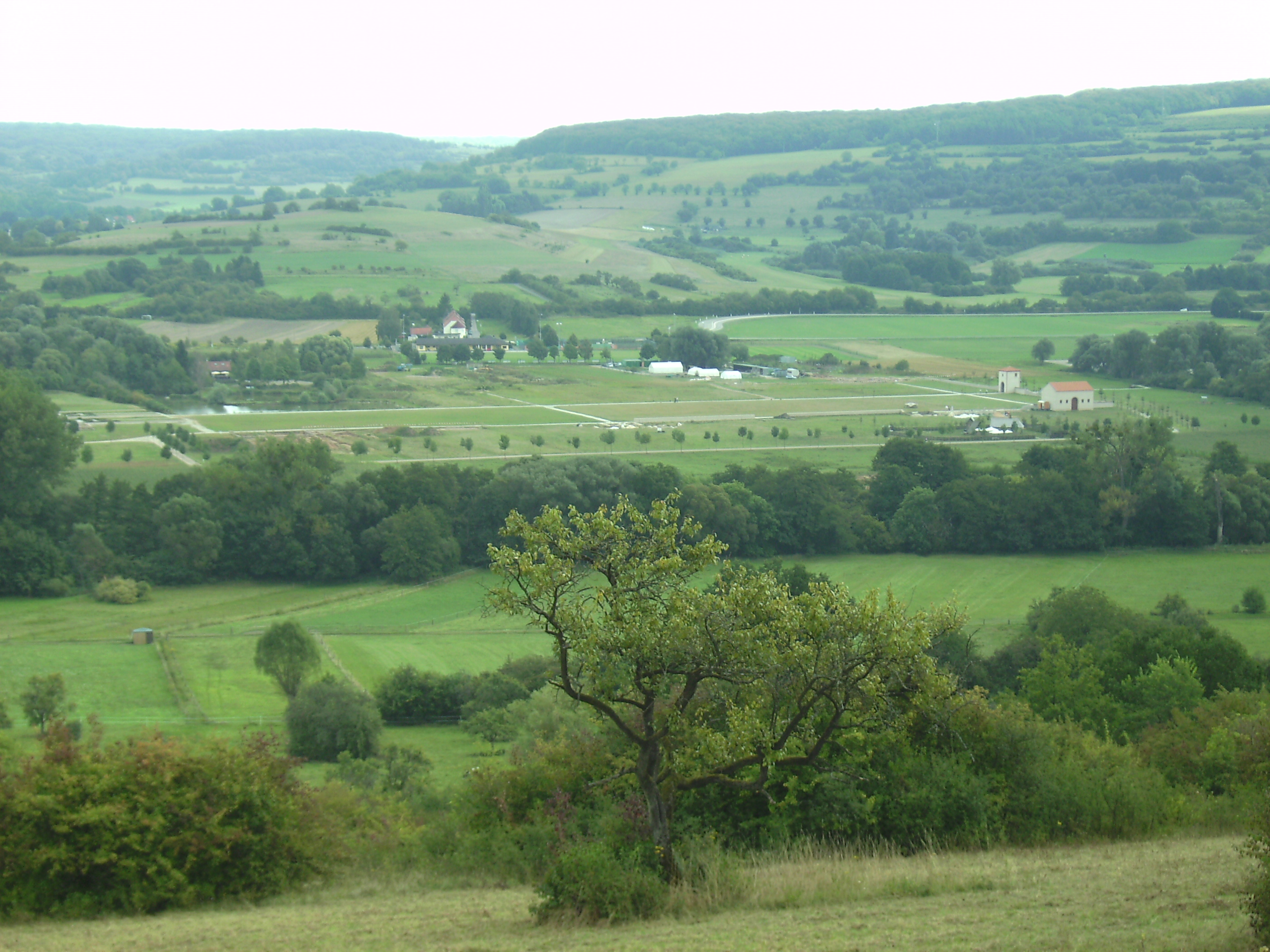
Grabungsfelder im Europäischen Kulturpark

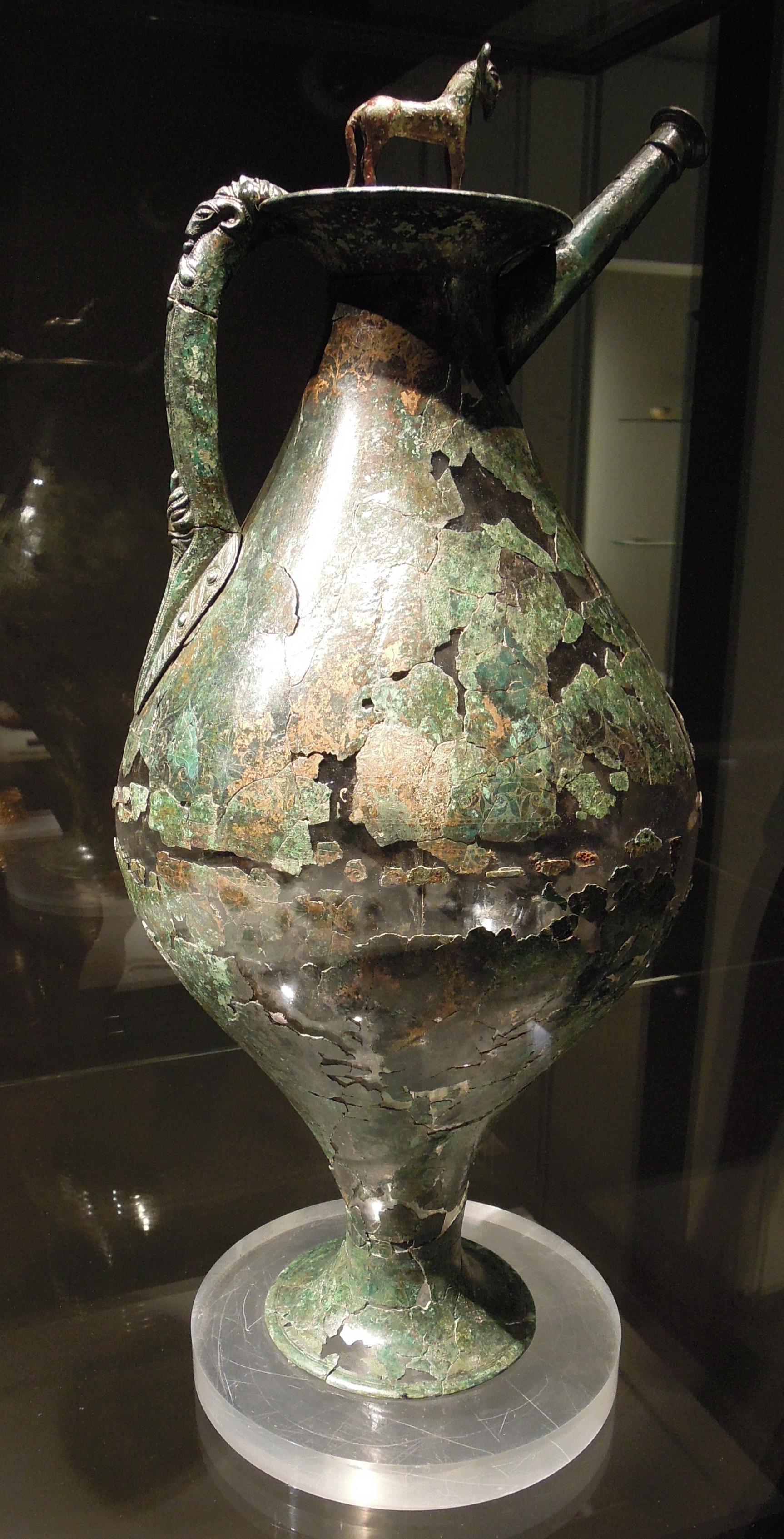
„Reinheimer Kanne“ mit „Reinheimer Pferdchen“ (Bronze): Grabbeigabe, ausgestellt im rekonstruierten Grabhügel

- Rebenhäuschen (um 1800)

## Europäischer Kulturpark Bliesbruck-Reinheim
Überregionale Bekanntheit erfuhr der Ort durch die Entdeckung eines frühlatènezeitlichen Fürstinnengrabes im Jahr 1954. Nach der Entdeckung (1987) einer herrschaftlichen Palastvilla aus römischer Zeit (1.–4. Jh. n. Chr.) sowie eines gallo-romanischen vicus (1.–5. Jh. n. Chr.) im benachbarten Bliesbruck (1971) erfolgte im Jahr 1989 die Gründung des Archäologieparks unter dem Namen Europäischer Kulturpark Bliesbruck-Reinheim.
Das weitläufige Parkgelände umfasst neben den konservierten und z. T. rekonstruierten Mauerzügen der gallo-romanischen Kleinstadt und Palastvilla auch einen Schutzpavillon für die Überreste der antiken Thermen, zwei Museumsgebäude, eine begehbare Rekonstruktion des Grabhügels des keltischen Fürstinnengrabes und ein im Sommer 2013 eröffnetes Restaurant.

## Weinbau
Die frühesten Belege für Weinbau in Reinheim stammen aus dem 16. Jahrhundert. 1877 wird „Rhinnemer“ Rother erwähnt. Ab dem Ende des 19. Jahrhunderts setzt ein langsamer Zerfall der Weinbautradition ein. 1928 sind noch fünf Weinbergbesitzer belegt. Nach der Instandsetzung einiger alter Rebanlagen wird seit ein paar Jahren wieder Wein angebaut.

## Sportvereine
- Fußball: SF 1921 Reinheim – der Verein spielt in der Bezirksliga Homburg
- Tennis: TC Reinheim '86

## Regelmäßige Veranstaltungen
- Trofeo Karlsberg jährlich stattfindendes Junioren Weltcup Radrennen
- jährlicher Rosenmontagsumzug
- „Begegnungen auf der Grenze“. Jährlich (Mai bis Oktober) stattfindendes, deutsch-französisch-polnisches Kultur-Festival
- Vita Romana. Im August stattfindendes Römerfest im Europäischen Kulturpark Bliesbruck-Reinheim